# Herbert Strampfer
Herbert Strampfer (* 15. September 1913 in Annaburg; † 14. August 1995) war ein deutscher Politiker (SED) und Gewerkschafter (FDGB). Er war thüringischer Wirtschafts- und Arbeitsminister.

## Leben
Strampfer, Sohn eines Beamten, besuchte die Volks- und von 1924 bis 1931 die Oberrealschule in Hamburg. Er erlernte den Beruf des Elektrotechnikers. Am 1. Mai 1933 trat er der NSDAP bei. Ab 1933 absolvierte er ein Ingenieurstudium an der höheren Staatslehranstalt Hamburg, das er 1936 als Elektro-Ingenieur und Konstrukteur im Schaltanlagenbau abschloss. 1939 wurde er zum Kriegsdienst in die Wehrmacht eingezogen. 1943 geriet er als Leutnant bei Stalingrad in sowjetische Kriegsgefangenschaft. 1944 besuchte er eine Antifaschule und wurde Angehöriger des Nationalkomitee „Freies Deutschland“ und Mitarbeiter des Bundes Deutscher Offiziere.
Als Kader des Instituts 99 kehrte Strampfer im Juli 1945 nach Deutschland zurück und gelangte mit der fünften Gruppe zunächst nach Rostock. Noch im selben Jahre trat er der Kommunistischen Partei Deutschlands (KPD) bei. Von August bis Oktober 1945 war er Schriftleiter der Thüringischen Volkszeitung in Weimar, dann bis 1946 Prokurist bei der Thüringischen Verwaltungs-GmbH. Im April 1946 wurde er Mitglied der Sozialistischen Einheitspartei Deutschlands (SED). Von Januar 1946 bis Februar 1948 leitete er die Abteilung Wirtschaft der KPD-Bezirksleitung bzw. beim SED-Landesvorstand Thüringen. Von Februar 1948 bis November 1950 war er Betriebsdirektor der Kammgarnspinnerei Werra in Niederschmalkalden. Vom 21. November 1950 bis zum 2. Mai 1951 war er Minister für Industrie und Aufbau, dann vom 2. Mai 1951 bis zum 25. Juli 1952 Minister für Wirtschaft und Arbeit im Kabinett Eggerath II. Von August 1952 bis 1953 leitete er die Koordinierungs- und Kontrollstelle für Binnenhandel beim Ministerpräsidenten der DDR. Nach der Amtsenthebung des Ministers für Handel und Versorgung, Karl Hamann, und des Staatssekretärs für Nahrungs- und Genussmittelindustrie, Rudolf Albrecht, wurde Strampfer im Dezember 1952 als Staatssekretär und Leiter der Koordinierungs- und Kontrollstelle für den Binnenhandel mit entsprechenden Vollmachten als Sonderbeauftragter für die Fettversorgung eingesetzt. Zwischen 1953 und 1955 absolvierte Strampfer ein Fernstudium an der Deutschen Akademie für Staats- und Rechtswissenschaften Potsdam-Babelsberg, das er als Diplom-Ökonom abschloss. 1953/54 fungierte er als Staatssekretär und Leiter der Ständigen Kommission für Handel und Versorgung in Berlin. Von Januar 1954 bis Juli 1955 war Leiter der Staatlichen Handelsinspektion beim Ministerium für Handel und Versorgung. Vom Juli 1955 bis Ende April 1958 leitete er die Hauptverwaltung Fahrzeugelektrik, später die Hauptverwaltung Betriebs-, Meß-, Steuer- und Regeltechnik im Ministerium für allgemeinen Maschinenbau. Von Mai 1958 bis Juni 1960 war er Hauptdirektor der VVB Foto-Kino-Optik. Als Nachfolger des verstorbenen Herbert West war er von September 1960 bis Ende Juni 1967 Vizepräsident und Erster Sekretär der Kammer der Technik, deren Mitglied er seit 1949 war. Am 17. November 1960 wurde er von der 6. Tagung des FDGB-Bundesvorstandes als Mitglied in den Bundesvorstand kooptiert und am 27. Juli 1962 von der 14. Tagung des FDGB-Bundesvorstandes zum Mitglied seines Präsidiums gewählt. Diese Funktion hatte er bis zum 7. FDGB-Kongress im Mai 1968 inne. Von Juli 1967 bis Ende April 1972 wirkte er als  Hauptreferent in der Handelsvertretung der DDR in Moskau. Von Mai 1972 bis September 1973 war er wissenschaftlicher Mitarbeiter im Zentralinstitut für Information und Dokumentation. 
Im Oktober 1973 ging Strampfer in Ruhestand und lebte als Rentner in Berlin.

## Auszeichnungen
- Nationalpreis der DDR (Kollektiv „Werra-Spinnmaschine“, 1950)
- Ernst-Moritz-Arndt-Medaille (1957)[5]
- Vaterländischer Verdienstorden in Silber (1961 und 1973)